# Bengalenpirol

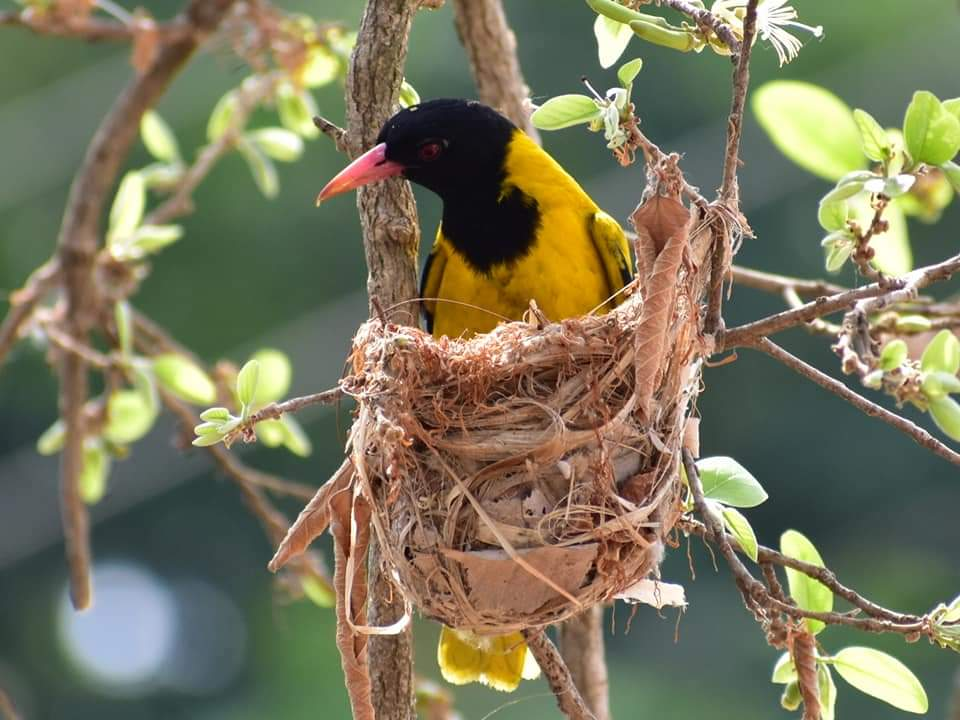
Bengalenpirol auf dem Nest

Der Bengalenpirol (Oriolus xanthornus), zuweilen auch Schwarzkopfpirol genannt, ist ein in Asien vorkommender Singvogel aus der Gattung der Eigentlichen Pirole (Oriolus) innerhalb der Familie der Pirole (Oriolidae).

## Merkmale
Der Bengalenpirol erreicht eine Körperlänge von ca. 25 Zentimetern und ein Gewicht von 46 bis 79 Gramm. Zwischen den Geschlechtern besteht ein sehr leichter Sexualdimorphismus. Die Männchen haben einen leuchtend gelben Rumpf und schwarze Flügeldecken mit einem gelben Fleck. Kopf, Hals sowie der obere Brustbereich sind schwarz, Schulter und Rücken sind gelblich bis gelblich-olivgrün. Der untere Brustbereich, der Bauch und die übrige Unterseite sind leuchtend gelb. Die Schwanzfedern sind schwarz und haben gelbe Außenfedern. Die Weibchen ähneln zeichnungsmäßig den Männchen, sind jedoch überwiegend etwas blasser gefärbt. Beide Geschlechter zeigen einen rosa bis rotbraunen Schnabel. Beine und Krallen sind grau gefärbt. Die Augen haben eine rote Iris.

## Ähnliche Arten
Da der sehr ähnliche Maskenpirol (Oriolus larvatus) ausschließlich im südlichen und östlichen Afrika vorkommt, gibt es keine geographische Überlappung mit dem Bengalenpirol.
Auch der in Texas und Mexiko vorkommende Schwarzkopftrupial (Icterus graduacauda) teilt nicht den gleichen Lebensraum mit dem Bengalenpirol und unterscheidet sich außerdem durch den schwarzen Schnabel.

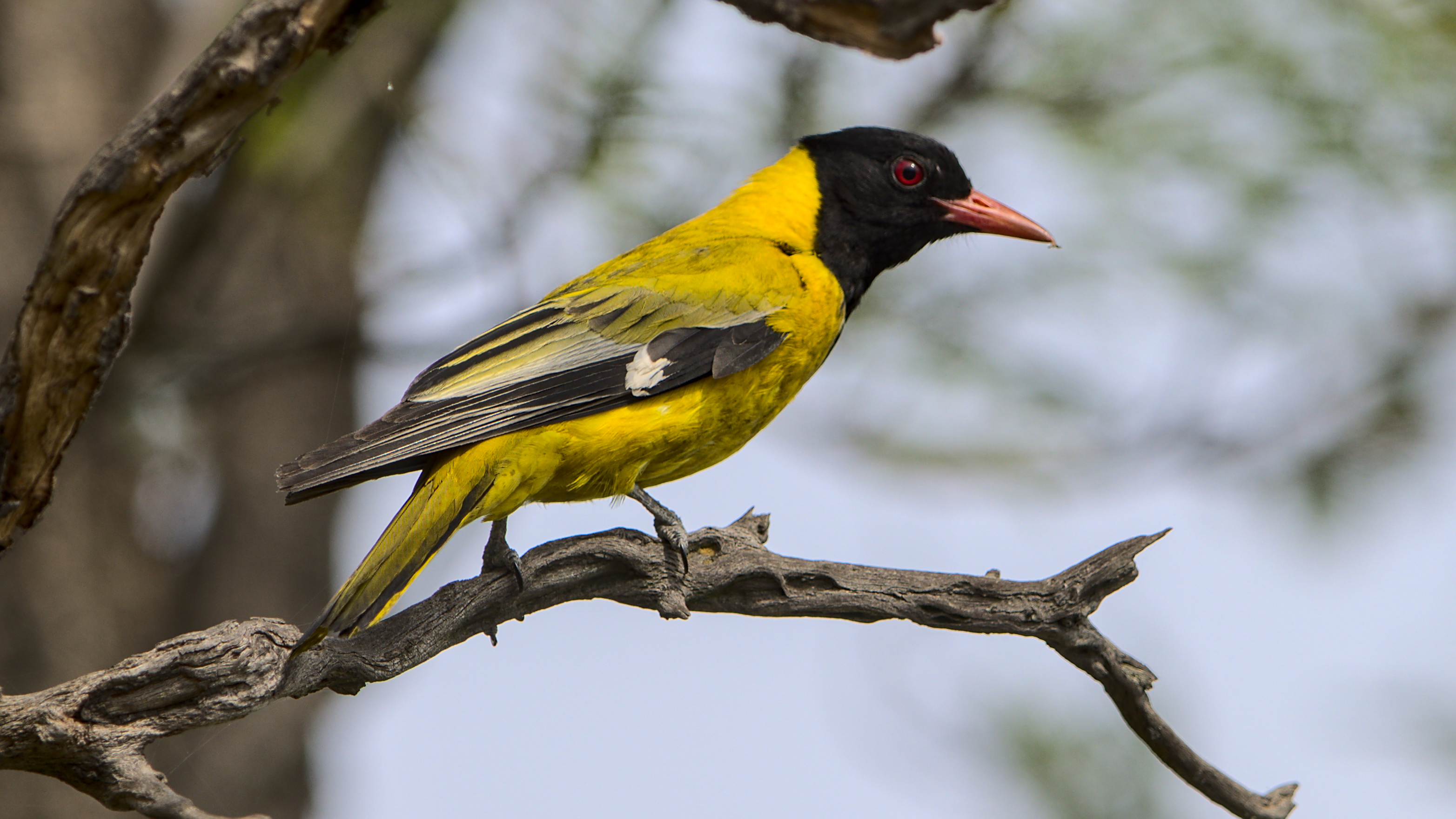
Maskenpirol (Afrika)
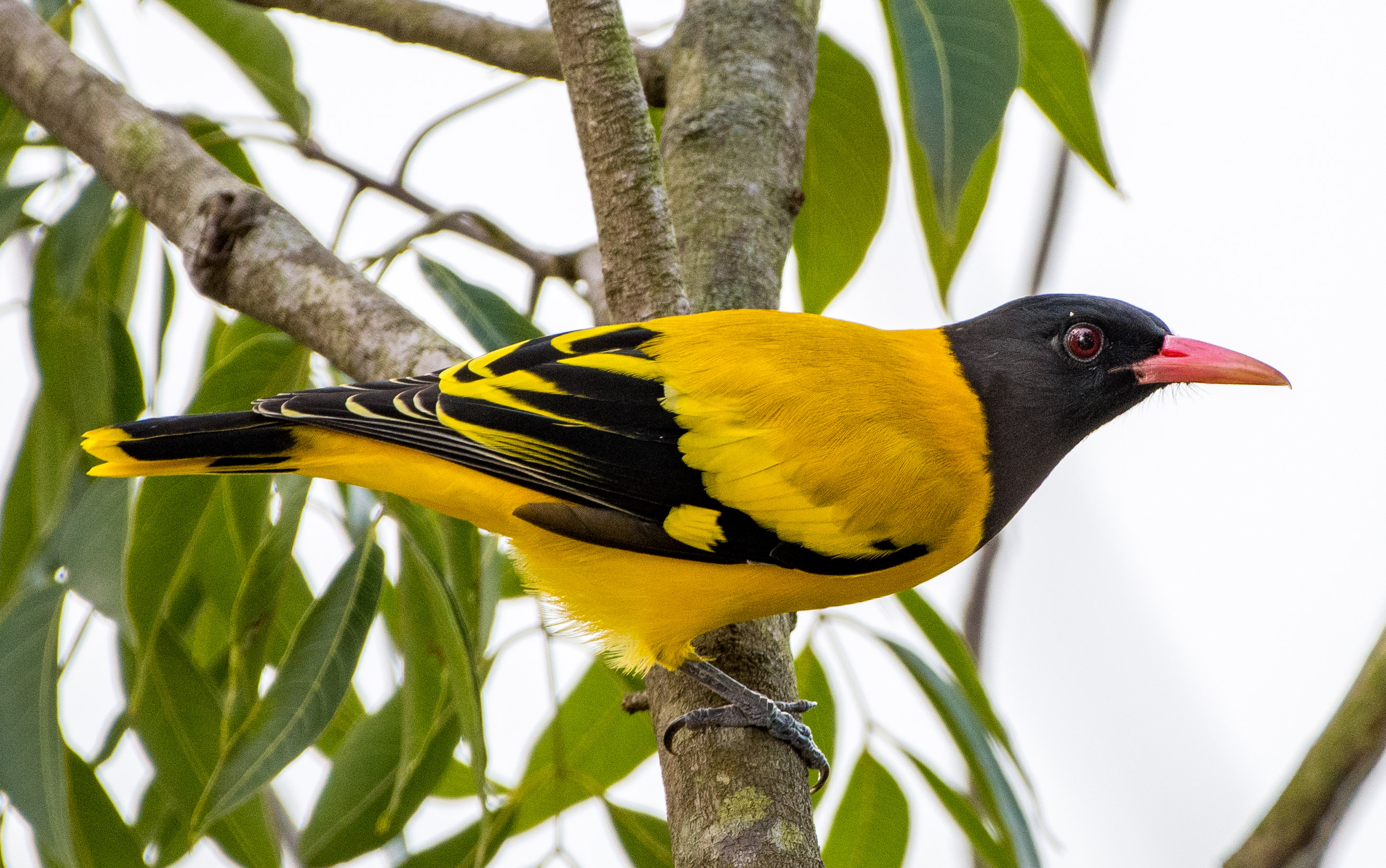
Bengalenpirol (Asien)
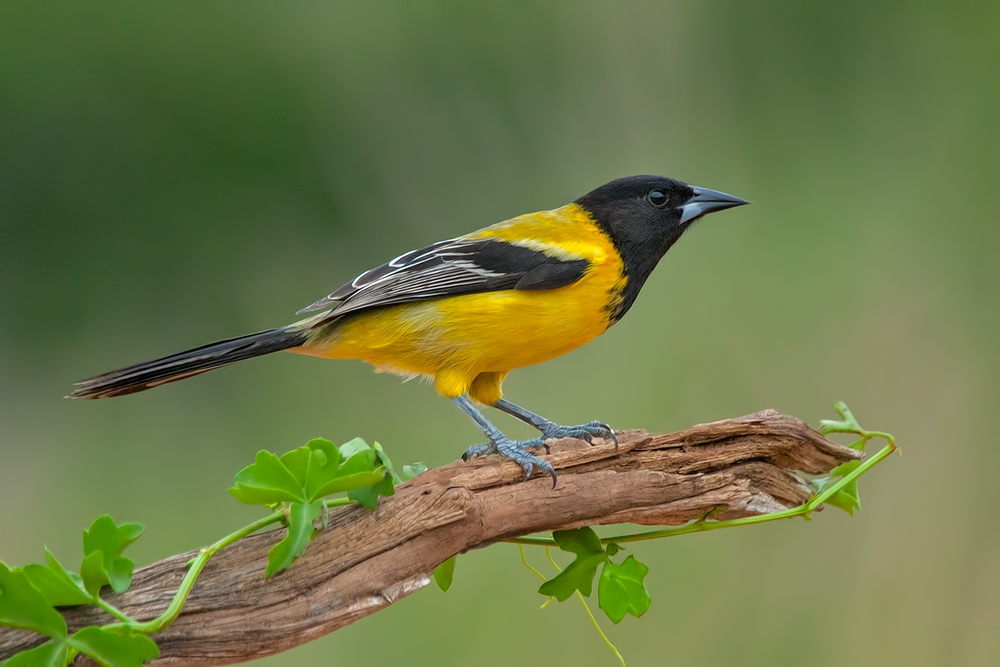
Schwarzkopftrupial (Amerika)

## Verbreitungsgebiet, Unterarten und Lebensraum
Der Bengalenpirol ist in Südostasien weit verbreitet. Es werden fünf Unterarten geführt:
- Oriolus xanthornus xanthornus vom Norden Indiens bis zur Malaiischen Halbinsel und nach Indochina
- Oriolus xanthornus maderaspatanus in Zentral- und Südindien
- Oriolus xanthornus ceylonensis in Sri Lanka
- Oriolus xanthornus reubeni auf den Andamanen
- Oriolus xanthornus tanakae im Nordosten Borneos

Bengalenpirole kommen in Mischfeuchtwäldern, Sumpf- und Mangrovenwäldern, Plantagen, Obstgärten, Parkanlagen sowie in weiteren kultivierten Gebieten vor. Die Art lebt überwiegend in Höhen unterhalb von 1800 Metern.

## Lebensweise
Bevorzugter Lebensraum der Bengalenpirole sind dichte Baumkronen, wo sie einzeln oder paarweise leben. Sie ernähren sich überwiegend von Früchten, Beeren und Blütennektar, zuweilen auch von Insekten. Die Hauptbrutzeit liegt zwischen April und Juni. Um ein Weibchen zu beeindrucken, lässt das Männchen einen melodischen, flötenartigen Gesang erschallen und führt akrobatische Flugkunststücke auf. Sobald sich ein Paar gefunden hat, beginnt es mit dem Bau eines Nests. Dieses hat die Form einer tiefen Tasse und wird aus Blättern, Gräsern, schmalen Rindenstreifen und dünnen Zweigen gefertigt. Innen wird es mit Flechten, Wollfasern und Moosen ausgekleidet. Normalerweise wird es hoch oben in dichtem Blätterwerk von Laubbaumkronen angelegt. Das Weibchen übernimmt beim Nestbau die Federführung und wird vom Männchen mit geeignetem Baumaterial versorgt. Sobald das Nest fertig ist, legt das Weibchen zwei bis vier hellblau oder grünlich gefärbte, mit braunen oder violetten Sprenkeln versehene Eier, die es überwiegend selbst bebrütet. Die Brutdauer beträgt etwa 14 bis 16 Tage. In dieser Zeit sorgt das Männchen weiterhin für das Weibchen. Nach dem Schlüpfen nehmen beide Elternteile an der Fütterung und der Pflege der Küken bis zu deren Selbstständigkeit teil.

## Bestand und Gefährdung
Der Bengalenpirol bildet in seinen Vorkommensgebieten stabile Populationen und wird von der Weltnaturschutzorganisation IUCN auf der Roten Liste gefährdeter Arten als „least concern = nicht gefährdet“ geführt.

## Trivia
Nach einer bengalischen Legende wurde ein unglückliches Mädchen einer Handelsfamilie von ihrer Schwiegermutter missbraucht und gefoltert. Sie beschmierte sich mit gelber Kurkuma-Paste, bedeckte den Kopf mit rußiger Erde und tötete sich. Eine Göttin erweckte sie wieder und erschuf sie als ein Pirol mit schwarzer Kapuze. Der volkstümliche Name des Vogels in Bengalen lautet Benebou (Frau eines Händlers).